# Rimay János
Rimay János (Alsósztregova, 1570 körül – Divény, 1631. december 9.) politikus, költő, a magyar késő reneszánsz legjelentősebb íróegyénisége.

## Élete
A költő születési dátuma nem ismert pontosan. Ő maga 1592-ben azt írta, hogy 1569-ben látta meg a napvilágot, ugyanakkor 1616-ban 43 évesnek állította magát, eszerint tehát 1573-ban született. Az mindenesetre biztos, hogy egy Nógrád megyei, középnemesi család fia volt. Édesapja a Balassi család szolgálatában állt, ezért Rimay már egészen fiatalon megismerkedett a költővel. A nagy rang- és korkülönbség ellenére hamar bizalmas barátok lettek. Ha hitelt adhatunk Rimay szavainak, akkor nagyon korán megmutatkozott költői tehetsége. Egy helyütt ugyanis olyan nyilatkozatot tett, miszerint Balassi nemcsak nagyra becsülte verseit, de saját költeményeit is megmutatta neki, és figyelembe vette azokon tett javításait a művek végső megformálása során. Balassi egyébként olyan tanítványt látott fiatal barátjában, aki majd továbbviszi és kiteljesíti az általa művelt reneszánsz költészetet.
Rimay tanulmányairól, külföldi útjairól semmi biztos adat nem maradt fent. Tudunk róla, hogy 1590-ben Velencébe készült, de semmilyen forrásra nem akadtak, ami arra utalna, hogy tényleg elutazott a lagúnák városába; igaz, arról sincs tudomásunk, hogy végül meghiúsult az utazás. Mivel nagy műveltséggel rendelkezett, elképzelhető, hogy folytatott egyetemi tanulmányokat. Tudott latinul és szinte mindent elolvasott, ami ezen a nyelven hozzáférhető volt számára. Ismerte és – egy kis szlovákos beütéssel – használta is a cseh irodalmi nyelvet, és valószínűleg beszélt németül és olaszul is, már csak azért is, mert ez hozzá tartozott a korabeli műveltséghez.
Jó kapcsolatokat épített ki a korabeli Magyarország értelmiségével. Balassi ismerősei mellett elsősorban Lipsius híveivel vette fel a kapcsolatot. Justus Lipsius tanításaival 20 éves kora körül ismerkedett meg, és 1592-ben levelet is írt neki. Úgy látszik, a mester tanításai közül elsősorban a vera nobilitas elve ragadta meg, amely azt vallotta, hogy az igazi nemesség forrása a szellemi és az erkölcsi kiválóság.
A tizenöt éves háború idején Rimay is jelen volt a harcoknál, Esztergom ostromakor szemtanúja lehetett Balassi sebesülésének, majd nem sokkal később bekövetkezett halálának. A század végén Erdélybe utazott, ahol Balásfi Tamás, a kolozsvári jezsuita szeminárium vezetője írt hozzá üdvözlő verseket. Valószínűleg ezekben az években ismerkedhetett meg Illésházy Istvánnal és Thurzó Györggyel is. A Bocskai-felkelés idején családi birtokain tartózkodott, majd 1605-ben a fejedelem szolgálatába szegődött, egészen annak haláláig. Bocskai bizalmasául fogadta: titkári teendőket bízott rá, és vele fogalmaztatta meg diplomáciai leveleinek egy részét. Ennek ellenére Rimay mégis inkább Illésházy politikáját támogatta. 1608-ban, a zsitvatoroki béke ratifikálására küldött követség tagjaként az ő utasítására utazott Konstantinápolyba.
Illésházy halála után Thurzó György lett a nádor. Rimay vele is közvetlen kapcsolatot alakított ki, ezt bizonyítja az a tény is, hogy Thurzó halála után annak özvegyét és fiát, Imrét szolgálta. Az utóbbi felkérésére jelent meg az 1619-es pozsonyi országgyűlésen, ura után ő is Bethlen Gábor híve lett. A következő évben tagja volt annak a Konstantinápolyba utazott követségnek, amelynek az volt a feladata, hogy biztosítsa a szultán jóindulatát a fejedelemmel és szövetségeseivel szemben.
Azonban 1621 után már ő sem támogatta Bethlen politikáját, a többi főúrhoz hasonlóan. Visszavonult alsósztregovai birtokára. Ekkoriban már javában folyt a trienti reformok terjesztése az országban, egymás után katolizáltak a legbefolyásosabb nemesi családok. De Rimay protestáns maradt, és bár támogatta a Habsburg barát politikát és felvette a kapcsolatot annak hangadóival is, jelentős tisztségeket mégsem kapott ezután. Élete végén Rákóczi Györgynek ajánlotta fel szolgálatait, de halála megakadályozta ennek teljesítésében.
Utolsó éveiben főként a megyei nemesség körében tevékenykedett. Részt vett Nógrád megye közéletében: annak megbízottja volt többek között a törökkel folytatott helyi tárgyalásokban. Jó kapcsolatot alakított ki a protestáns polgári értelmiség legjelentősebb képviselőivel is. Szenczi Molnár Albertet még 1614-ben fogadta vendégként otthonában. Élete utolsó szakaszában egymásután érték a szerencsétlenségek. Sokat betegesedett, házat egy alkalommal kifosztották a harmincéves háborúban harcoló katonák. Ekkor 609 kötetes könyvtárából csak 131 könyvet tudott megmenteni. Meghaltak fiai is, számos gyermeke közül csak egy lánya élte túl a költőt. Rimay végül 1631-ben halt meg családi birtokain Alsósztregován.

## Munkássága
Rimay János elsősorban mint költő él a köztudatban, pedig prózai munkássága is jelentős. Levelezését, valamint hivatalos működése során készített aktáit, feljegyzéseit, jelentéseit gondosan megőrizte, ezek jelentős része fent is maradt, de ezeket az írásai inkább a történészek számára értékesek. Vannak azonban olyan prózai írásai is, amelyeket eleve irodalmi alkotásnak szánt. Ezek filozófiai elmélkedések, kiadványai elé szánt ajánlólevelek, vagy azok a levelek, amelyeket korabeli értelmiségiekhez írt. Hagyatékának megőrzésében és kiadásában jelentős szerepet játszott Madách Gáspár, aki maga is szerény tehetségű költő volt.
A korszak elvárásainak megfelelően verseinek nagy részét Rimay is ciklusokba és kötetekbe rendezte, a kinyomtatás szándékával. Azonban csak egyetlen kötete, a Balassi-epicedium nyomtatott kiadása látott napvilágot még a szerző életében. Az versek eredeti kéziratai is elvesztek. Tudomásunk van egy epikus költeményéről, amit a 15 éves háború elején írt, de a mű nincs meg, valamint biztos forrásból tudható, hogy verseinek egyik kézirata a Tiszába esett. Ennek következtében költeményeit csak rossz, töredékes másolatokból és későbbi kiadásokból ismerjük.
Balassi halála után Rimay magára vállalta nagy költő elődje hagyatékának gondozását, műveinek sajtó alá rendezését és megjelentetését, de ezt nem sikerült megvalósítania.

### Költészete
Rimay költészetének tematikája a magyar reneszánsz líra hagyományos témakörében mozgott: vallásos énekeket, szerelmi és vitézi verseket írt. A Tiszába esett kézirat valószínűleg szerelmes verseinek ciklusba rendezett darabjait tartalmazta. Ezek közül ma csak tizenkettőt ismerünk, de kettő is egy-egy ciklus nyitó verse lehetett. Az egyiket egy Lídiának nevezett nőhöz írta. Ebben arról beszél, hogy Pallasz készítette fel Vénusz szolgálatára is, hogy ésszel és józansággal élvezhesse a szerelmet. A másik az Én édes Ilonám tizedik bölcs Muzsám… kezdetű. Ebben a költő egy könyvre utal, a korabeli szokásokra való tekintettel ez alatt legalább egy 10-20 költeményből álló ciklust kell értenünk.

#### Szerelmes és vitézi énekei
Az előbb említett két versén kívül szoros egységet képez a Vajjon s de mi haszon és a Venus fajtalan hús kezdetű két vers. Mindkettő ovidiusi motívumokból épül fel. A további hat vers közül a Ne csudáid szívemet kezdetű lehetett még az elveszett Lídia ciklus darabja és létezhetett egy Ilona nevű hölgyhöz írt ciklus is. A többi vers hovatartozását a két nagyobb lélegzetű kompozícióban, már nem lehet megállapítani.
Rimay számára a szerelmi téma jó alkalom volt költői technikájának fitogtatására. A humanista hagyományokat követve ő is elődei utánzására, a művész imitatio szerelmi költeményeiben a legfeltűnőbb. Ilyenek a Petrarca motívumokból felépülő Örülhetne szívem… kezdetű és Kiben Echotul veszen feleletet című darabok.
Katona éneket Rimay csak egyet írt, Katonák hadnagya, Istennek jobb kardja címmel. A vers stílusa Balassira emlékeztet, de nem éri el annak színvonalát. Ezt a verset, az Igaz általút… kezdetűvel egyetemben Homonnai Bálint kéréséra írta. Az utóbbi már istenes jellegű, akárcsak másik kettő, a vitézség témáját érintő verse (Minden dolgok között láthatsz viszáltatást…, Jöjj mellén szent Isten…). Úgy látszik, hogy Rimay alkatához közelebb állt a katona-ének helyett a vitézi fohász.
Ebben a témában akkor tudott a saját egyéni hangján szólni, amikor a vitézi élet pátoszának széthullását vázolta fel. Az Ez világ mint egy kert… kezdetű vers ábrázolja a leggazdagabban a végvári hősök és a vitézi életforma eltűnését. A költemény nagy része Balassi Egy katona énekének átköltése, de itt a végvárak képei a katona élet nehézségeit és visszásságát mutatják be. A 15 éves háború pusztításait látva egy korábbi dicsőbb időre utal és a nagy költő elődre, aki még ekkor harcolt. A szebb múlt és a romlott jelen képei egymásba vonódnak, így érzékeltetve a világi dolgok változását és hirdetik az ezt szemlélő sztoikus tanítást.
Rimay élete nagy részét már a tizenhetedik században élte le. Ebben a században a hazafias mondanivaló már nem katonai, hanem politikai vetületben jelentkezett és Rimay egyike volt a magyar politikai töltetű líra kezdeményezőjének. Eleinte zsoltár fordításaival tiltakozott az ellenreformáció és a Habsburg uralom erőszakos megnyilvánulásai ellen. Ezek után közvetlenül a Bocskai-felkelést megelőző évek vészjósló hangulata ihlette egyetlen tisztán politikai töltésű költeményét. Az Oh szegény megromlott s elfogyott magyar nép… kezdetű verse a század egyik leghíresebb hazafias éneke lett. A mű formai és érzelmi-gondolati szempontból is a költő legjobb alkotásai közé tartozik. Naturalisztikusan festeti le a katonáskodó nemesség elszegényedését és megnyomorítását.

#### Istenes és bölcselkedő költészete
Istenes verseket Rimay egész életében írt. A Bocskai szabadságharc után költészetének egyedüli mondanivalója lett a protestáns vallásosság és a sztoikus bölcselkedés. Ezen költeményeinek többsége a Balassi által megteremtett szubjektív hangú ének típust követik, de vallásos költészete érintkezik a protestáns ének-költészettel is. Interkonfesszionális felfogásának köszönhető, hogy protestánsként megrendelésre Mária énekeket is papírra vetett.
Rimay költészetében az istenes versek és a bölcselkedő költemények nem igazán választhatók szét. Mindkét típusban ugyanaz a mondanivaló jut kifejezésre: a költő az élet mulandó voltán szorongott. Vigaszt csak a vallás és a sztoikus filozófia nyújtott számára. A különbség a vallásos és az istenes versekben abban érhető tetten, hogy amíg az előbbi típusban a saját bűnössége áll a középpontban, addig az előbbiek esetében bíróként vagy oktatóként lépett fel, hogy másokat tanítson vagy elítéljen.
Ezekben a versekben visszatérő motívum a pénz és gazdagság elítélése, mert azok minden rossznak az előidézői, ezzel szemben jelenik meg a horatiusi középszer keresése (Az rossz feslett erkölcs, ha csak rád leheli is…, Kerekdéd ez világ, gömbölyű, mint lapta). Ritkán tűnik fel bennük az istenes versekre annyria jellemző személyes élményanyag. Nagy részüket Rimay a korabeli retorikai követelményeknek megfelelően rutinosan alkotta meg.
Utolsó versei között találunk három embléma-magyarázatot a szerencséről, a virtusról és a religióról. Ezek a versek terjengősek, bonyolult felépítésűek, a mai olvasó számára már teljesen élvezhetetlenek. Élete végén írt rövid versei azonban magas esztétikai színvonalat képviselnek. Ilyen Az idő ósága nevel magas fákat… vagy Az Úr engem sanyaríta… kezdetűek. Az utóbbi kisfia elvesztése miatt érzett fájdalmát mondja el, amit a vallás vigaszával akar enyhíteni.
A magányos költő élete végén már csak vallási és filozófiai költeményeit gondolta kiadásra méltónak. Amikor barátai verseinek kiadására unszolták, csak ezeket és néhány vitézi versét rendezte kötetbe. De ez a kötet kompozíció is csak halála után két évtizeddel, 1650-ben jelent meg nyomtatásban. A kiadás megvalósulása Szenci Kertész Ábrahámnak, váradi tipográfusnak köszönhető, aki ezután megbízható források alapján közös kötetbe rendezte és megjelentette Balassi és Rimay istenes verseinek új kiadását.
Rimay esetében nemcsak az egyes vallásos versek, hanem a belőlük alkotott nagyobb kompozíciók is figyelemre méltóak. A költő ezeknek a verseinek a kötetbe rendezésekor a vallásos és sztoikus meditáció elmélkedését igyekezett érvényre juttatni. Természetesen a kronológiát teljesen figyelmen kívül hagyta, az azonos vagy hasonló hangvételű darabokat rendezte egymás mellé, az erősebb hangvételűeket szelídebbekkel ellensúlyozva. Ez egyes csoportok élére mindig olyan verseket illesztett, amelyet áthangolják az előző tanulságait a következőnek az érzésvilágához. Az egységes kompozíció megteremtését szolgálják a költemények argumentumai is. Ezek a prózai szövegrészek egyes esetekben egyenrangú fontosságúak, a kötet első felében terjedelmes elmélkedésekké alakultak. Ezek a vers kommentárok a magyar manierista próza jellegzetes alkotásai.
Hasonló elmélkedő, moralizáló prózai írásokat Rimay önállóan is papírra vetett: két nagypénteki meditációja, valamint egy Seneca és Epiktétosz gondolatait visszhangzó erkölcsfilozófiai töredéke ismert.

### Balassi-kiadások
Rimay Balassira vonatkozóan a nagy emberi és költői példaképét értékelve fogalmazta meg saját emberi és költői hitvallását. Az első alkalmat erre a Balassi testvérek egy évben bekövetkezett halála szolgáltatta. 1595–1596 táján írta meg a Balassi-testvérek emlékének szentelt epicediumát. A kötet egy hét darabból álló gyászvers-sorozat. Az első három vers Balassi Bálintnak, a következő kettő Ferencnek a halálát mondja el, a hatodik a két hős elképzelt síremlékének a felirata, az utolsó pedig halotti búcsúztató, amelyhez végül egy epigramma is járul, hogy a szerző irigyeit és rágalmazóit elijessze. Rimaynak ez az egyetlen munkája, amely még életében megjelent nyomtatásban is, de valószínűleg szerzőjétől függetlenül.
A nyomda ugyanis az ajánlóleveleket elhagyta, s az egész mű címét is mellőzve, a ciklus-kezdő költemény címét (Az nagyságos Gyarmati Balassa Bálintnak Esztergom alá való készületi) tüntette fel kötet-cím gyanánt.
A szerző eme korai gyűjteménye egy igen jól megszerkesztett, jellegzetesen humanista alkotás. Jelentőségét csak növeli, hogy ez az első magyar nyelvű versgyűjtemény, amely nyomtatásban is megjelent. Rimay tudatosan utánozta mestere stílusát sőt, Balassinak utolsó, halálos ágyán írt bűnbánó zsoltárát is bele komponálta. A korszak kívánalmainak tesz eleget a mitológiai elemeket szerepeltetése: a költő halált az antik istenek határozzák el, lelkét angyalok emelik az égbe, az elképzelt síremléknél pedig Klió, a história múzsája ismertet meg az ott eltemetettek történetével.
Az epicedium-műfaj sajátságainak megfelelően líra és epika keveredik a ciklusban, de az epikus mozzanatok csak betét jellegűek annak ellenére, hogy egyértelműen emlékeztetnek a homéroszi és vergiliusi eposzok világára
Rimay átstilizálta Balassi egyéniségének bizonyos vonásait. Az életből kiábrándult sztoikusként mutatja be hősét. Balassi karakterének enyhe módosítása által pozitív gondolatoknak ad hangot, határozottan bírálja az igazi emberi és erkölcsi értékek iránt közömbös társadalmat. Balassi egyéni szerencsétlenségét általános érvényű példává teszi; hőse hazája sorsán elkeseredve tudatosan kereste a halált Esztergom falainál.
Ez az apologetikus tendencia erőteljesebben és tudatosabban jelentkezik Rimaynak a kiadvány elé szánt, töredékes kéziratban fennmaradt előszavaiban. Ennek egyik részét a szélesebb tömegeknek szánta és magyar nyelven írta, a másikat tudós olvasóknak szánta és latinul fogalmazta meg. Ez utóbbiban a fékezhetetlen temperamentumú reneszánsz költőt szinte a sztoikus erkölcstan tanítómesterévé avatja. Balassi magatartása és költészete is sok kortárást megbotránkoztatta, Rimay pedig szerette volna a vádak alól felmenteni mesterét. A költészetét tápláló szenvedélyeket, az érzékiséget és indulatosságot esetleges hibákká, bocsánatos bűnökké halványította. Irodalmi elvei alapján értékelte át Balassi költői életművét, egyoldalúan és kizárólagosan annak tudós, humanista jellegét emelve ki.
Rimay igyekezett összegyűjteni mestere életművét, sajtó alá rendezni és kiadni. Terve nem valósult meg, de fennmaradt a tervezett kötet előszava, amely az 1610-es években keletkezett. Ebben ismertette vállalkozása személyes indítékait, irodalmi együttműködésüket Balassival. Ellenzi Balassi verseinek önkéntes megváltoztatását. A szerelmes versek iránt érzett vallásos előítéleteket a világirodalomra hivatkozva cáfolta. Utalt a híres antik és a számos reneszánsz latin költő mellett Dante, Petrarca és Boccaccio műveire. A szerelmi téma is alkalmas a költő szerint a bölcsesség tolmácsolására, a nyelv fejlesztésére és gondozására. Rimay elsőként adott kritikai értékelést egy magyar költőről, ezzel megtette az első lépést az irodalomtörténeti elmélkedés útján.

## Művei
- Generosi ac magnifici domini Valentini Balassa de Gyarmath, ad Castra Strigoniensia iter et procinctus. Vizsoly, 1596
- Az néhai tekintetes ... Gyarmati Balassa Balintnak es ... Rimai Janosnak ... istenes eneki : mostan ujobban e' kis formában ki-bocsáttattak. Kolozsvár, 1677
- Alsósztregovai és rimai Rimay János államiratai és levelezése (1887)
- Rimay János Munkái. Budapest, (1904)
- Rimay János Összes művei (1955)
- Balassa Bálintnak és Rimai Jánosnak istenes-éneki; tan. Szentmártoni Szabó Géza; 1701 hasonmás kiad.; Helikon, Budapest, 1983
- Rimay János írásai; összeáll., szöveggond., utószó, jegyz. Ács Pál; Balassi, Budapest, 1992 (Régi magyar könyvtár. Források)
- Epicédium a Balassi fivérek, Bálint és Ferenc halálára; szerk., sajtó alá rend., jegyz. Ács Pál; Balassi, Budapest, 1994
- Balassa Bálintnak és Rimai Jánosnak istenes éneki / Via Jacobaea, azaz Jacob patriarkanak olly úta, melly derek utra igazgat, egynehány oktató regulák és istenes imádságok által / Magyar rithmusok, mellyeket írt nemzetes Beniczky Peter; hasonmás kiad.; Pytheas, Budapest, 2002
- Balázs-Hajdu Péter: Zsengék, töredékek, kétes hitelűek. A Madách-Rimay-kódexek Szerelmes énekek című füzetének versanyaga; Reciti, Budapest, 2019 (Irodalomtörténeti füzetek)
- Rimay János válogatott versei és írásai; szerk. Papp Ferenc, Somorjai Lehel; Rimay János Alapítvány, Mályi, 2023